# Anastrepha coronilli
Anastrepha coronilli
 es una especie de insecto díptero que Carrejo y González describieron científicamente por primera vez en el año 1993.
Esta especie pertenece al género Anastrepha de la familia Tephritidae.